# أنخيل أماريلا
أنخيل أماريلا (بالإسبانية: Ángel Roberto Amarilla)‏ هو لاعب كرة قدم باراغواياني في مركز قلب الدفاع، ولد في 27 يوليو 1981 في Eusebio Ayala, Paraguay ‏ في باراغواي. لعب مع أتليتيكو رافائيلا وأوليمبيا أسونسيون وسيرو بورتينيو ونادي بطليوس ونادي خيتافي ونادي راسينغ ونادي سان أندرو ونادي فالنسيا.

## وصلات خارجية
- أنخيل أماريلا على موقع Soccerway.com (الإنجليزية)